# Hirekanvangala, Tarikere
Hirekanvangala là một làng thuộc tehsil Tarikere, huyện Chikmagalur, bang Karnataka, Ấn Độ.